# Повені в Києві
Повені в Києві — перелік і характеристика відомих повеней на Дніпрі, які спричиняли затоплення території міста Києва.
Повінь — фаза водного режиму річки, яка щороку повторюється в певних кліматичних умовах в один і той самий сезон року, характеризується найбільшою водністю, високим і тривалим підйомом та спадом рівнів води в річці. На Дніпрі повінь відбувається весною — у результаті танення снігу.
До будівництва дніпровських водосховищ (Київського, 1966 р. та Канівського, 1976 р.) понижену частину території Києва (Поділ, Оболонь, Труханів острів, Лівобережжя, Корчувате) затоплювало під час великих весняних повеней на Дніпрі (зокрема, 1931 та 1970 років).

## Характеристика відомих повеней
Відомі повені на Дніпрі в районі Києва були зафіксовані у 1845, 1877, 1895, 1908, 1931, 1970 і 1979 роках. Найбільша повінь в історії Києва сталася у травні 1931 року : тоді затопило Поділ і село на Трухановому острові (знищене німцями в 1943 році). Рибальський півострів перетворився на острів.
2 травня 1931 року зафіксовано максимальний рівень води — 97,73 м над рівнем моря Балтійської системи (мінімальний — 88,7 м, тобто зафіксована амплітуда води у Дніпрі складає 9 м).
Під час повені 1970 року було затоплено Труханів острів і Гідропарк — вода стояла навіть у підземному переході під станцією метро. Рівень води сягнув 96,80 м БС. Постраждали села на лівому березі (нині тут земснарядами «намито» Троєщину). Якби не Київське водосховище, рівень води був би ще вищим.
Під час повені 1979 року — рівень води сягнув 95,39 м БС.
Під час повені 2004 року (з 1980 року найбільш повноводна) — рівень води сягнув 93,50 БС м.
Під час повені 2023 року (найбільшої за останні 40 років) рівень води 17 квітня сягнув 93,59 м БС
Середній рівень води у Дніпрі — 91,8 метрів БС над рівнем моря.
Зазвичай у районі Києва витрата води в Дніпрі становить близько 600—800 куб. метрів води. Під час повені 1931 року ця цифра сягала 23 тисячі, у 1970 — 18 тисяч, у 1979 — 10,5 тисяч, у 2004 — 5,1 тисячі.